# Nikolaos Kaklamanakis
Nikolaos Kaklamanakis (gr.: Νίκος Κακλαμανάκης, ur. 19 sierpnia 1968 w Atenach) – żeglarz grecki, specjalista windsurfingu, mistrz olimpijski z Atlanty 1996 oraz wicemistrz z Aten 2004 w klasie Mistral.
Obok medali olimpijskich zdobył m.in. trzykrotnie mistrzostwo świata (1996, 2000, 2001) oraz mistrzostwo Europy (1994). Na igrzyskach w 1996 i 2000 był chorążym ekipy narodowej Grecji, a w 2004 dostąpił zaszczytu zapalenia znicza olimpijskiego.